# Стационе Нуова (Торино)
Стационе Нуова је насеље у Италији у округу Торино, региону Пијемонт.
Према процени из 2011. у насељу је живело 37 становника. Насеље се налази на надморској висини од 259 м.